# Бугра
Бугра — деревня в Харовском районе Вологодской области на реке Верхняя Кизьма.
Входит в состав Азлецкого сельского поселения, с точки зрения административно-территориального деления — в Азлецкий сельсовет.
Расстояние по автодороге до районного центра Харовска — 61 км, до центра муниципального образования Поповки — 7 км. Ближайшие населённые пункты — Мелентьевская, Уласовская, Сергозеро.
По переписи 2002 года население — 8 человек.